# Izolált gyűrűs aromás szénhidrogének
Az izolált gyűrűs aromás szénhidrogének olyan aromás szénhidrogének, amelyekben az aromás gyűrűknek nincs közös szénatomjuk. Két fő típusuk a (poli)fenil-benzolok és a polifenil-alkánok, ezekre példa a bifenil, illetve a trifenilmetán. Nyílt láncú szénhidrogénhez is kapcsolódhat kettő vagy több arilcsoport, ilyen például a sztilbén. Az izolált gyűrűs aromás szénhidrogének tulajdonságaikban alig különböznek a benzoltól. Közös tulajdonságuk, hogy stabilis szabad gyökök képzésére hajlamosak.